# Special (альбом)
| Совокупная оценка    | Совокупная оценка |
| Источник             | Оценка            |
| -------------------- | ----------------- |
| Metacritic           | 77/100            |
| Оценки критиков      |                   |
| Источник             | Оценка            |
| The Daily Telegraph  | [ 3 ]             |
| Evening Standard     | [ 4 ]             |
| The Guardian         | [ 5 ]             |
| The Independent      | [ 6 ]             |
| The Line of Best Fit | 6/10              |
| NME                  | [ 8 ]             |
| Pitchfork            | 6.4/10            |

Special — четвёртый студийный альбом американской певицы Лиззо. Релиз состоялся 15 июля 2022 года на лейблах Atlantic Records и Nice Life. В поддержку альбома 14 апреля 2022 года был выпущен ведущий сингл «About Damn Time». «2 Be Loved (Am I Ready)» вышел 18 июля 2022 года в качестве второго сингла.

## История
Лиззо выпустила свой третий студийный альбом, а фактически первый на крупном лейбле и значит условно дебютный, Cuz I Love You, 19 апреля 2019 года. Альбом встретил положительные отзывы музыкальных критиков и интернет-изданий и он достиг четвёртого места в американском хит-параде Billboard 200. Он получил номинации на премию «Грэмми» в таких категориях как лучший альбом года и лучший современный урбан-альбом и победил в категории Лучший альбом в жанре современной городской музыки.
В октябре 2020 года Лиззо объявила, что её четвертый студийный альбом близок к завершению, сказав, что ей осталось написать «еще несколько песен». В январе 2021 года американская певица SZA подтвердила, что слышала новый материал Лиззо. В августе 2021 года Лиззо анонсировала «Rumors», свою первую песню после двух лет, которая вышла 13 августа. В самостоятельном сингле участвует американская рэперша, певица и автор песен Карди Би.
Во время своей программной речи на фестивале South by Southwest в марте 2022 года Лиззо объявила, что её альбом закончен, сказав: «Он закончен, так что он выйдет очень скоро… и он хороший. Я очень много над ним работала, так что лучше бы он был хорошим».
В интервью с Зейн Лоу для Apple Music 1 в апреле 2022 года Лиззо объяснила, что первоначально альбом назывался In Case Nobody Told You, пока Макс Мартин не помог ей «перестроить» хук песни Special, после чего она изменила название альбома.

## Отзывы
Альбом Special получил очень положительные отзывы от музыкальных критиков после его первоначального выпуска. На сайте Metacritic, который присваивает нормализованный рейтинг из 100 баллов рецензиям основных критиков, альбом получил средний балл 77 на основе 14 рецензий, что означает «в целом благоприятные отзывы».

## Список композиций
| №                   | Название                  | Автор(ы) | Продюсеры                                   | Длительность |
| ------------------- | ------------------------- | --- | ------------------------------------------- | ------------ |
| 1.                  | «The Sign»                | Melissa "Lizzo" Jefferson Theron Thomas Eric Frederic Nate Mercereau Michael Ball                                                                                         | Ricky Reed Phoelix                          | 2:45         |
| 2.                  | «About Damn Time»         | Jefferson Thomas Frederic Blake Slatkin Malcolm McLaren Ronald Larkins Larry Price Stephen Hague                                                                          | Reed Slatkin Terrace Martin [a]             | 3:11         |
| 3.                  | «Grrrls»                  | Jefferson Thomas Max Martin Ilya Salmanzadeh Benjamin Levin Slatkin Andrew Wansel Adam Horovitz Rick Rubin                                                                | Slatkin Pop Wansel Martin ILYA Benny Blanco | 2:01         |
| 4.                  | «2 Be Loved (Am I Ready)» | Jefferson Savan Kotecha Peter Svensson Martin Salmanzadeh | Martin ILYA                                 | 3:07         |
| 5.                  | «I Love You Bitch»        | Jefferson Mike Dean Omer Fedi Slatkin Joseph McVey | Slatkin Fedi                                | 2:28         |
| 6.                  | «Special»                 | Jefferson Thomas Martin Wansel Ian Kirkpatrick Daoud Anthony | Wansel Kirkpatrick Daoud Martin             | 2:54         |
| 7.                  | «Break Up Twice»          | Jefferson Leon Michaels Mark Ronson Thomas Brenneck Nicholas Movshon William Bell Booker T. Jones Lauryn Hill                                                             | Ronson Reed [a]                             | 2:56         |
| 8.                  | «Everybody's Gay»         | Jefferson Thomas Frederic Wansel Kirkpatrick James Johnson | Wansel Kirkpatrick Reed Mercereau [a]       | 3:35         |
| 9.                  | «Naked»                   | Jefferson Emily Warren Kirkpatrick Wansel Anthony Frederic Robert "Kool" Bell Ronald Bell Claydes Charles Smith Dennis Thomas George Brown Richard Westfield Alton Taylor | Wansel Kirkpatrick Reed [c]                 | 3:00         |
| 10.                 | «Birthday Girl»           | Jefferson Thomas Jonathan Bellion Michael Pollack Stefan Johnson Jordan Johnson                                                                                           | The Monsters and the Strangerz              | 3:07         |
| 11.                 | «If You Love Me»          | Jefferson Amy Allen Kid Harpoon Mercereau | Kid Harpoon Mercereau                       | 3:11         |
| 12.                 | «Coldplay»                | Jefferson Frederic Mercereau Gavin Tennille Chris Martin Guy Berryman Jonny Buckland Will Champion                                                                        | Reed Quelle Chris Chris Keys                | 2:55         |
| Общая длительность: | Общая длительность:       | Общая длительность: | Общая длительность:                         | 35:16        |

| №                   | Название                                       | Автор(ы)                                                      | Длительность |
| ------------------- | ---------------------------------------------- | ------------------------------------------------------------- | ------------ |
| 13.                 | «About Damn Time» (Purple Disco Machine Remix) | Jefferson Thomas Frederic Slatkin McLaren Larkins Price Hague | 3:39         |
| Общая длительность: | Общая длительность:                            | Общая длительность:                                           | 38:55        |

| №                   | Название                            | Автор(ы)            | Длительность |
| ------------------- | ----------------------------------- | ------------------- | ------------ |
| 13.                 | «A Very Special Message from Lizzo» | Jefferson           | 1:39         |
| Общая длительность: | Общая длительность:                 | Общая длительность: | 36:55        |

Замечания
- ↑  дополнительный продюсер
- ↑  сопродюсер

## Чарты
| Чарт (2022)                         | Высшая позиция |
| ----------------------------------- | -------------- |
| Австралия (ARIA)                    | 2              |
| Бельгия/Фландрия (Ultratop)         | 42             |
| Бельгия/Валлония (Ultratop)         | 43             |
| Нидерланды (Album Top 100)          | 13             |
| Финляндия (Suomen virallinen lista) | 36             |
| Германия (Offizielle Top 100)       | 18             |
| Ирландия (Irish Albums Chart)       | 11             |
| Италия (FIMI)                       | 38             |
| Япония (Oricon)                     | 19             |
| Япония (Billboard Japan)            | 65             |
| Новая Зеландия (RMNZ)               | 3              |
| Норвегия (VG-lista)                 | 16             |
| Шотландия (Scottish Albums Chart)   | 11             |
| Швейцария (Schweizer Hitparade)     | 14             |
| Великобритания (UK Albums Chart)    | 6              |
| США (Billboard 200)                 | 2              |